# Benedikt Turudić
Benedikt Turudić (* 27. Januar 1997 in Gießen) ist ein deutsch-kroatischer Basketballspieler.

## Laufbahn
Turudić wurde als Sohn kroatischer Eltern in Gießen geboren und begann im Alter von sechs Jahren mit dem Basketball. Während seiner Jugendzeit spielte er auch Fußball, Handball und Tennis. Er kam für Gießen in der Nachwuchs-Basketball-Bundesliga zum Einsatz, verbrachte dann die Saison 2014/15 in der Jugendabteilung des kroatischen Hauptstadtvereins Cedevita Zagreb und wechselte 2015 zu Alba Berlin. Er stand im Bundesliga-Kader der „Albatrosse“, kam jedoch in der höchsten deutschen Spielklasse nicht zum Zuge, sondern wurde in der zweiten Berliner Herrenmannschaft (erste Regionalliga) sowie in der U19-Jugendmannschaft eingesetzt.
Nach einem Jahr in Berlin ging Turudić zum Mitteldeutschen BC in die 2. Bundesliga ProA. Mit den „Wölfen“ stieg er als ProA-Meister in die erste Liga auf. Auf dem Weg zum Titel wurde er beim MBC in 17 Partien eingesetzt und erzielte im Schnitt 1,9 Punkte pro Begegnung. Darüber hinaus sammelte er in der ersten Regionalliga Spielpraxis, wo er das Trikot der BG Bitterfeld-Sandersdorf-Wolfen 06 trug, dem MBC-Kooperationsverein. In der Sommerpause 2020 kam es auf Wunsch von Turudić zur Trennung zwischen ihm und dem MBC. Er unterschrieb Ende August 2020 einen Vertrag beim Bundesligisten BG Göttingen, dessen Laufzeit vorerst auf drei Monate begrenzt war. Nach dem Auslaufen des Vertrags war Turudić vereinslos, ehe er Mitte Januar 2021 zum Mitteldeutschen BC zurückkehrte. Dort erhielt er einen Kurzzeitvertrag, Mitte Februar 2021 wechselte er innerhalb der Bundesliga zu den Basketball Löwen Braunschweig.
Im Sommer 2023 wurde er von den Telekom Baskets Bonn unter Vertrag genommen. Aufgrund einer Rückenverletzung ließ er im Januar 2024 einen Eingriff vornehmen, in dessen Folge eine unbestimmte Ausfallzeit vermeldet wurde. Im Mai 2024 kehrte Turudić aufs Spielfeld zurück. In der Bundesliga bestritt er für Bonn im Laufe des Spieljahres 2023/24 insgesamt 15 Einsätze.
Die Hamburg Towers verpflichteten Turudić während der Sommerpause 2024. In Hamburg wurde er Mannschaftskapitän. Im Januar 2025 unterzog er sich wegen Bandscheibenbeschwerden einem Eingriff.

### Nationalmannschaft
Turudić wurde zunächst in die kroatische Juniorennationalmannschaft berufen und dann in die deutsche, mit der er im Sommer 2015 an der U18-Europameisterschaft in Griechenland teilnahm.